# Schlacht um Budapest
1941: Białystok-Minsk – Dubno-Luzk-Riwne – Smolensk – Uman – Kiew – Odessa – Leningrader Blockade – Wjasma-Brjansk – Charkow – Rostow – Moskau – Tula

1942: Rschew – Charkow – Ljuban/Wolchow – Kertsch/Sewastopol – Fall Blau – Kaukasus – Stalingrad – Operation Mars

1943: Woronesch-Charkow – Operation Iskra – Nordkaukasus – Charkow – Kursk – Orjol – Donez-Mius – Donbass – Belgorod-Charkow – Smolensk – Dnepr – Kiew

1944: Dnepr-Karpaten – Leningrad-Nowgorod – Krim – Wyborg–Petrosawodsk – Operation Bagration – Lwiw-Sandomierz – Jassy–Kischinew – Belgrad – Petsamo-Kirkenes – Baltikum – Karpaten – Ungarn

1945: Kurland  – Weichsel-Oder – Ostpreußen – Westkarpaten – Niederschlesien – Ostpommern – Plattensee – Oberschlesien – Wien – Oder – Berlin – Prag
Als Schlacht um Budapest werden die Kämpfe in und rund um die belagerte ungarische Stadt Budapest zwischen der sowjetischen Roten Armee und ungarischen und deutschen Truppen vom 29. Oktober 1944 bis zum 13. Februar 1945, in der Endphase des Zweiten Weltkrieges, bezeichnet.

## Vorgeschichte
Am 8. September 1944 startete die Rote Armee die Ostkarpatische Operation. Zwischen 10. und 14. Oktober 1944 kam es zwischen starken Panzertruppen der 2. Ukrainischen Front und der 8. Armee der Heeresgruppe Süd unter General der Infanterie Wöhler im Raum Debrecen zu einer großen Panzerschlacht. Am 23. Oktober wurde die sowjetische Kavalleriegruppe Plijew bei Nyíregyháza eingeschlossen, der es aber gelang, sich freizukämpfen. In der zweiten Phase, der Debrecener Operation (27./28. Oktober), konnte der sowjetische Marschall Malinowski sein Ziel, die gegnerischen Kräfte einzukesseln, nicht erreichen. Nach dem Fall von Debrecen (20. Oktober 1944) durchbrachen die sowjetischen Truppen mehrere deutsche und ungarische Verteidigungslinien und stießen bis auf den Theiß-Abschnitt vor.
Mitte Oktober 1944 wollte der ungarische Reichsverweser Miklós Horthy die deutschen Verbündeten entwaffnen und mit der Sowjetunion einen separaten Waffenstillstand schließen. Dieses Vorhaben scheiterte, und die ungarische Kleinpartei der extrem antisemitischen Pfeilkreuzler unter Ferenc Szálasi wurde ab November neuer politischer Verbündeter Nazideutschlands. Die monarchistisch eingestellte Armee verhielt sich loyal zur neuen Pfeilkreuzler-Regierung, aber die Pogrome und provokanten Aufmärsche der schwarzhemdigen Miliz schwächten den Widerstandswillen der Zivilbevölkerung gegen die sowjetische Armee. Die Erdölförderung Ungarns wurde nach dem Ausscheiden Rumäniens aus dem Kriegsbündnis mit dem Deutschen Reich im August 1944 immer wichtiger für Deutschland.

## Erster Angriff auf Budapest

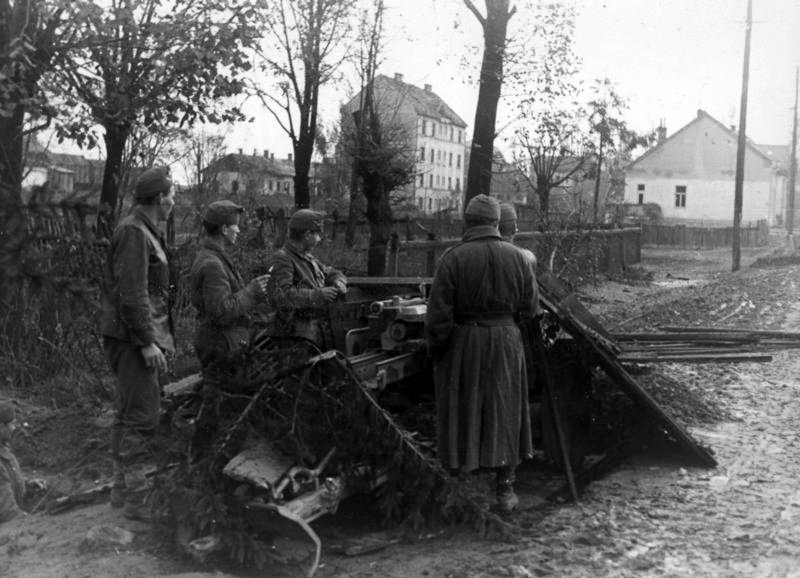
Ungarische Panzerabwehrkanone sichert eine Ausfallstraße von Budapest (November 1944)

Am 29. Oktober 1944 eröffnete die 2. Ukrainische Front aus dem Raum nordwestlich Szeged den ersten Angriff auf die Hauptstadt Budapest. Der Schwerpunkt lag bei der 46. Armee, die mit dem 2. Garde-mechanisierten Korps und dem 37. Schützenkorps in Richtung auf die große Stadt Kecskemét vordrang und diese am 31. Oktober einnahm.
Zum Schutz von Budapest ließ Generaloberst Johannes Frießner die Margaretenbrücke zur Sprengung vorbereiten, wobei am 4. November zwei Brückenbögen außerplanmäßig detonierten, während im östlichen Vorfeld der Stadt drei Panzerkorps aufmarschieren, welche die Sowjets bis zum 5. November zum Stehen bringen konnten. Während darauf die Gruppe Breith die Verteidigung Budapests übernahm, sicherte das LVII. Panzerkorps (General Kirchner) den Raum zwischen Cegléd und Szolnok und das IV. Panzerkorps „Feldherrnhalle“ (General Kleemann) im Raum Jászberény.
Nachdem Reserven aus der Ost-Slowakei und Ungarn für die geplante Ardennenoffensive an der Westfront abgezogen worden waren, mussten sich die vier Armeen der Heeresgruppe auch im Norden Ungarns langsam nach Westen zurückziehen. Anfang Dezember erklärte Adolf Hitler die Stadt Budapest zur Festung.
Am 9. Dezember fiel Balassagyarmat in sowjetische Hand. Der linke Flügel der 6. Garde-Panzerarmee drang bei Vác zur Donau durch, so dass Budapest auch vom Norden her von der Umfassung bedroht war. Wegen der kritischen militärischen Lage in Transdanubien war das am 2. Dezember mit der Verteidigung der Stadt betraute Generalkommando des III. Panzerkorps am 12. Dezember aus Budapest abgezogen und nach Stuhlweißenburg verlegt worden. Die Führung wurde dem deutschen IX. SS-Gebirgskorps übertragen; für die Aufrechterhaltung der Kampfdisziplin der Honvéd-Truppen in der Hauptstadt wurde der ungarische Generalleutnant Imre Kalandy bestimmt.
Am 20. Dezember begann die Offensive der 3. Ukrainischen Front gegen die Margareten-Linie, welche zwischen Platten- und Velencer See verlief. Die Front der Armeegruppe Fretter-Pico (deutsche 6. Armee und ungarische 3. Armee) wurde rasch durchbrochen, am 22. Dezember fiel Stuhlweißenburg. Am 24. Dezember konnten das sowjetische 18. Panzerkorps (Generalmajor Pjotr D. Goworunenko) und das 2. Garde-mechanisierte Korps (General Swiridow) mit 228 Panzern auf einer Breite von 60 Kilometern über Bicske nach Gran zur Donau vorstoßen. Budapest war von Westen abgeschnitten; die deutsche 8. Armee wurde auf das nördliche Ufer der Donau zurückgedrängt.

## Die Belagerung
Am 25. Dezember 1944 war Budapest durch die sowjetische 46. Armee (Süd- und Westabschnitt) und die 7. Gardearmee (Nord- und Ostabschnitt) völlig eingeschlossen. Im entstandenen Kessel befanden sich neben noch etwa 800.000 verbliebenen Einwohnern auch 70.000 Soldaten, davon 37.000 ungarische und etwa 33.000 deutsche Kampftruppen.
- Deutsches IX. SS-Gebirgskorps unter Befehl des SS-Obergruppenführers Karl Pfeffer-Wildenbruch mit den beiden SS-Kavallerie-Divisionen Florian Geyer (SS-Brigadeführer Rumohr) und Maria Theresia (SS-Brigadeführer Zehender), sowie die Reste der 13. Panzer-Division (Generalmajor Schmidhuber).
- Ungarische 3. Armee unter Generaloberst Iván Hindy mit Resten der 1. Panzerdivision (General János Vértessy), 10. Infanterie-Division (Oberst Sandor Andras) und der 12. Reserve-Division (General Istvan Baumann).

Zu den Belagerern Budapests, welche die 2. Ukrainische Front Marschall Malinowskis im Dezember 1944 stellte, waren noch Truppen der 3. Ukrainischen Front Tolbuchins sowie Teile der rumänischen 1. Armee und ungarische rote Freiwilligeneinheiten dazu gekommen, so dass Mitte Januar 1945 etwa 177.000 Mann an der Einschließung beteiligt waren. Nach dem Abzug des rumänischen VII. Korps aus der östlichen Belagerungsfront fiel der Truppenstand der 2. Ukrainischen Front wieder auf etwa 156.000 Mann zurück.
|  | Gruppe Buda Generalleutnant Alexander Wassiljewitsch Petruschewski (46. Armee) |                                                                                                |                                                                           |
|  |                                                                                | 75. Schützenkorps – Generalmajor Adrian Z. Akimenko                                            |                                                                           |
|  |                                                                                |                                                                                                | 59. Garde-Schützen-Division – Generalmajor Georgi Petrowitsch Karamyschew |
|  |                                                                                |                                                                                                | 49. Garde-Schützen-Division – Generalmajor Wassili Filippowitsch Margelow |
|  |                                                                                | 37. Schützenkorps – Generalmajor Fjodor Samoilowitsch Kolchuk                                  |                                                                           |
|  |                                                                                |                                                                                                | 320. Schützen-Division – Oberst Joseph Z. Burik                           |
|  |                                                                                |                                                                                                | 180. Schützen-Division – Oberst Ilija D. Andrjukow                        |
|  |                                                                                |                                                                                                | 109. Garde-Schützen-Division – Oberst Ilja Wasilewitsch Baldinow          |
|  |                                                                                | 23. Schützenkorps – Generalmajor Mihail Frolowitsch Grigorowitsch                              |                                                                           |
|  |                                                                                |                                                                                                | 99. Schützen-Division – Oberst Sachari Tatewosowitsch Derzjan             |
|  |                                                                                |                                                                                                | 316. Schützendivision – Oberst G. S. Tschebotarew                         |
|  |                                                                                |                                                                                                | 83. Marine-Brigade                                                        |
|  | Gruppe Pest Generalleutnant Iwan Mefodjewitsch Managarow (53. Armee)           |                                                                                                |                                                                           |
|  |                                                                                | 30. Schützenkorps Generalmajor Gregori S. Laz'ko                                               |                                                                           |
|  |                                                                                |                                                                                                | 25. Schützen-Division – Generalmajor Alexander Michailowitsch Peremanow   |
|  |                                                                                |                                                                                                | 155. Schützendivision – Oberst Nikephor E. Batluk                         |
|  |                                                                                |                                                                                                | 151. Schützendivision Generalmajor Denis Protasowitsch Podshiwajlow       |
|  |                                                                                |                                                                                                | 39. Garde-Panzerbrigade                                                   |
|  |                                                                                | Rumänisches VII. Korps General Nicolae Sova (am 16. Januar 1945 abgezogen)                     |                                                                           |
|  |                                                                                |                                                                                                | Rumänische 19. Division – Brigadegeneral Michael Leketushu                |
|  |                                                                                |                                                                                                | Rumänische 2. Division – Brigadegeneral Mihail Voicu                      |
|  |                                                                                |                                                                                                | Rumänische 9. Kavallerie-Division – Brigadegeneral Ilie Antonescu         |
|  |                                                                                | 18. Garde-Schützenkorps – Generalleutnant Iwan Michailowitsch Afonin (am 21. Januar verwundet) |                                                                           |
|  |                                                                                |                                                                                                | 297. Schützen-Division – Oberst Andrei Ignatjewitsch Kowtun-Stankewitsch  |
|  |                                                                                |                                                                                                | 317. Schützen-Division – Oberst Boris W. Gushin                           |
|  |                                                                                |                                                                                                | 3. Panzerbrigade                                                          |
|  |                                                                                |                                                                                                | 68. Schützen-Division – Generalmajor T. K. Kornejew                       |
|  |                                                                                |                                                                                                | 66. Schützen-Division – Oberst F. K. Nesterow                             |

## Entsatzkämpfe in Transdanubien

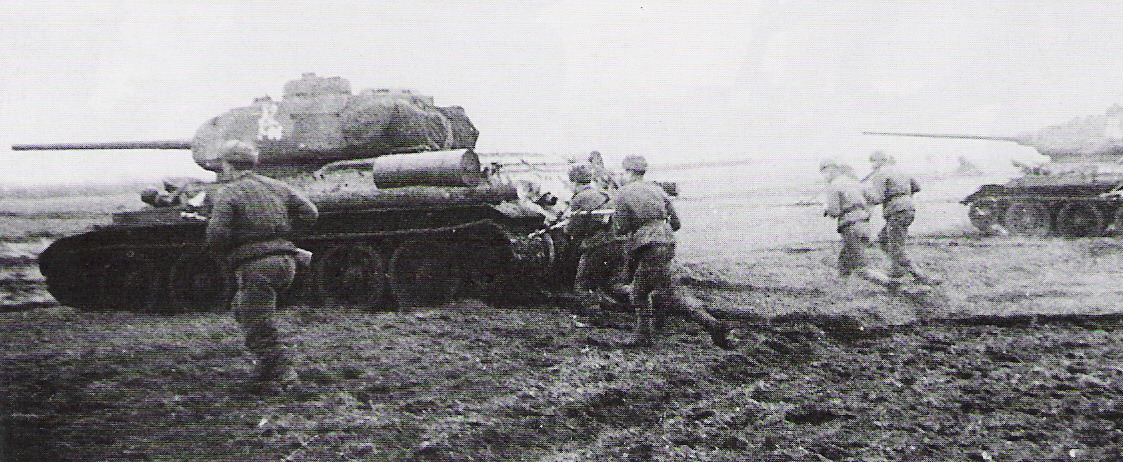
Sowjetische Truppen beim Gegenangriff südlich von Budapest

Hitler verbot jeglichen Ausbruchsversuch der Besatzung aus Budapest und beharrte wegen der letzten kriegswichtigen Ölfelder in Westungarn auf einer sofortigen Gegenoffensive. Der Chef des Generalstabes, Generaloberst Guderian, musste bereits Ende Dezember widerwillig dem Unternehmen Konrad I zustimmen und die 96. und 711. Infanterie-Division und 200 Panzer als Verstärkung nach Ungarn senden. Am 7. Januar begab sich Guderian nach Tata, um sich persönlich ein Bild der Operationen zu machen. Das IV. SS-Panzerkorps (3. und 5. SS-Panzerdivision) war bereits am 1. Januar zwischen Tata und Almasfüzito zu einem Entlastungsangriff nach Budapest angetreten, während vom Norden die 96. Infanterie-Division die Donau bei Süttö mit Sturmbooten überquerte, um der sowjetischen 46. Armee in den Rücken zu fallen. Der Angriff konnte bis 6. Januar das Gerecse-Gebirge überwinden, blieb dann aber an der Linie Bicske und Zsámbék liegen. Der Nordgruppe gelang es am 6. Januar 1945, Gran zu nehmen und zwei Tage später bei Pilisszentlelek das nordwestliche Vorfeld von Budapest zu erreichen.
Der im Unternehmen Konrad II am 7. Januar 1945 anlaufende Angriff des III. Panzerkorps (1., 3. und 23. Panzer-Division) aus dem Raum Várpalota und südöstlich von Mór begann anfangs erfolgversprechend. Das I. Kavallerie-Korps des Generals Harteneck wurde gegen Csákvár angesetzt, die 3. Panzer-Division nahm am 8. Januar den Ort Sarkeresztes. Am 12. Januar lief sich dann die Gruppe Breith an der Linie Stuhlweißenburg-Zamoly am Widerstand der 4. Gardearmee fest. Das im Hauptangriffsfeld bei Zamoly liegende 20. Garde-Schützenkorps (General N. I. Birjukow) war rechtzeitig durch das 7. mechanisierte Korps verstärkt worden. Das IV. SS-Panzerkorps stand am 11. Januar mit der 5. SS-Division „Wiking“ westlich von Gran noch 21 Kilometer von Budapest entfernt und lief dort fest.
Am 20. Januar 1945 schloss das offizielle Ungarn mit der Sowjetunion einen Waffenstillstand und trat in den Krieg gegen das Deutsche Reich ein.
Für das zwischen 19. und 27. Januar laufende Unternehmen Konrad III war das IV. SS-Panzerkorps unter SS-Obergruppenführer Gille von der Donau nach Stuhlweißenburg in den Abschnitt des ungarischen II. Korps verlegt worden, um zwischen dem Balaton und Polgárdi anzugreifen. Am 22. Januar gelang der 3. SS-Panzer-Division die Rückeroberung von Stuhlweißenburg, am 24. Januar drang sie in den südlichen Teil der Stadt Baracska ein und erreichte am 26. Januar die Donau nördlich von Adony, nur noch 25 Kilometer von Budapest entfernt. Die 26. und 27. Armee der 3. Ukrainischen Front brachten den deutschen Angriff dann entlang des Vali-Baches zum Stehen.
Am 27. Januar ging Marschall Tolbuchin zum Gegenangriff über, der von den Deutschen zur Donau vorgetriebene Angriffskeil wurde an den Flanken angegriffen. Im Norden griff das 7. mechanisierte Garde-Korps und das, zusammen mit dem 104. Schützenkorps operierende, 23. Panzerkorps in Richtung Veréb an. Beide Seiten erfuhren Verluste, die Sowjets verloren 122 Panzer, die Deutschen verloren etwa 70 Panzer und 35 Geschütze und mussten den Großteil des gerade gewonnenen Geländes wieder räumen. Ende Januar 1945 waren damit alle deutschen Entsatzversuche gescheitert, der Mangel an Munition und Verpflegung wurde immer bedrohlicher.

## Letzte Kämpfe in der Stadt, Ausbruch und Kapitulation
Anfang Februar erstreckte sich die Front im Budaer Brückenkopf an der Margaretenbrücke bis zum Széll-Kálmán-Platz und weiter an der nördlichen Ecke der Blutwiese bis zur Mündung der Kékgolyó utca, wo die sowjetischen Truppen bereits vor dem Südbahnhof standen. Am 4. Februar durchbrachen die vom Orbán-Berg angreifenden sowjetischen Truppen die Verteidigungslinie und erreichten die Németvölgyi utca, am 6. Februar wurde der Adlerberg (Sashegy) eingekesselt. Drei Tage später, am 9. Februar, gelang der 25. Garde-Schützendivision die Einnahme der deutschen Stellungen am Kleinen Gellertberg. Der Südbahnhof fiel vollständig in sowjetische Hand und am folgenden Tag drangen sowjetische Panzer bis zum Döbrenteiplatz durch, die Verbindung zwischen Zitadelle, Lagymanyos und der Burg ging verloren.
Am Morgen des 11. Februar beschloss der vom Stadtkommandanten Pfeffer-Wildenbruch zusammengerufene Kriegsrat, einen Ausbruch in kleineren Gruppen zu versuchen. Etwa 34.000 Mann der in Budapest Eingeschlossenen führten einen verzweifelten Ausbruchsversuch, der im Desaster endete. Generalmajor Schmidhuber fiel dabei nahe dem Heuplatz (Széna tér) im Kampf. In der Nacht zum 12. Februar erfolgte der Hauptausbruch nach Westen durch die Stellungen des 75. Schützenkorps über Zugliget und Nagykovácsi.
Am 13. Februar kapitulierten die letzten Einheiten. Das Oberkommando der Wehrmacht begründete die Kraftanstrengung in Budapest mit der strategischen Mission, dort Wien zu verteidigen. Nur etwa 700 deutsche Soldaten erreichten bis 16. Februar 1945 die Stellungen der Wehrmacht.

## Folgen
Der Kampf um Budapest kostete 100.000 deutsche und ungarische Soldaten das Leben, mit knapp 50.000 Toten unter den Eingeschlossenen. 20 Divisionen und etwa 1.000 Flugzeuge der Roten Armee wurden 51 Tage lang gebunden. Die sowjetische Führung sah die Einnahme Budapests als Voraussetzung für den weiteren Vormarsch an. Von über 160.000 Toten beider Seiten im Budapester Stadtgebiet konnten nur etwa 5.000 Soldaten und Zivilisten namentlich festgestellt werden. Tausende Leichen trug die Donau fort und Zehntausende liegen noch heute in den Parks, im Stadtwald und in den Budaer Bergen verscharrt.
Der Gesamtverlust der 2. und 3. Ukrainischen Front in der Budapester Offensive (29. Oktober 1944 bis 13. Februar 1945) betrug nach sowjetischen Angaben 320.000 Soldaten, davon 80.082 Tote, dazu 1.766 Panzer und Selbstfahrlafetten, 4.127 Geschütze und Granatwerfer, sowie 293 Kampfflugzeuge.
Trotz der Ende Februar erfolgten Verstärkung durch die 6. Panzerarmee, die nach dem Scheitern der Ardennenoffensive im Februar 1945 von der Westfront nach Ungarn verlegt wurde, waren die deutschen Truppen nicht mehr in der Lage, Budapest zurückzuerobern. Nach der gescheiterten Plattenseeoffensive (6. bis 14. März) konnte die am 16. März eröffnete sowjetische Gegenoffensive die deutsche Front nach zweitägigem Kampf durchbrechen. Die Verfolgungskämpfe in Richtung Nordwesten führten die Rote Armee am 29. März an die Grenze des Deutschen Reichs im Burgenland und am 3. April wurde die Schlacht um Wien eingeleitet.